# Långnästjärnen (Tännäs socken, Härjedalen, 694164-131092)
Långnästjärnen är en sjö i Härjedalens kommun i Härjedalen och ingår i Glommas huvudavrinningsområde. Sjön har en area på 0,632 kvadratkilometer och ligger 965,2 meter över havet.

## Delavrinningsområde
Långnästjärnen ingår i det delavrinningsområde (694029-131022) som SMHI kallar för Utloppet av Långnästjärnen. Medelhöjden är 1 066 meter över havet och ytan är 8,3 kvadratkilometer. Det finns inga avrinningsområden uppströms utan avrinningsområdet är högsta punkten. Avrinningsområdets utflöde Fjellborga mynnar i havet. Avrinningsområdet består mestadels av öppen mark (49 procent) och kalfjäll (44 procent). Avrinningsområdet har 0,64 kvadratkilometer vattenytor vilket ger det en sjöprocent på 7,7 procent.